# 下議院議長 (英國)
下議院議長（英語：Speaker of the House of Commons）是英国下议院的議長，現任議長為林賽·霍伊爾。與美國眾議院議長不同，英國下議院議長需要脫離其黨派，以中立身份主持會議，因而政治影響力較少。相比之下，英國首相和反對黨領袖對英國政局之事，則擁有更大的政治權力和影響力。
英國下議院議長是集尊崇、權力及榮譽於一身的職位，他負責維持議場秩序並適用及解釋議事規則，以順暢議事。議長的地位是超黨派，一切的作為和態度都必須是守正不阿，無所偏袒的。他對外代表英國下議院，對內則是下議院的大家長。議長一般不會發表政治評論，並不投票;  除非贊成票和反對票相同時，按照丹尼森議長規則另投決定票。

## 歷史
相關下議院議長之職位可以追溯至1376年，彼得·德拉梅爾爵士成為善良議會（英王愛德華三世在英法百年戰爭中失利被迫做出對反對派貴族的讓步）之領袖曾批評賦稅過重，要求核查王室財產。而「善良議會」對一些大臣及王室成員做出了清洗的行為，愛德華三世身體虛弱便因而退位，而他原先繼位者他的長子黑太子愛德華病倒，而傳位給他的孫子理查二世，但權力被蘭開斯特公爵岡特的約翰所把持，約翰開始對議會反擊。他逮捕了彼得德拉梅爾爵士及其他反對者。1377年，平民院議員感到威脅而成了約翰的隨從，即糟糕議會。後來托馬斯·亨格福德成為新的議長，收回前些「錯誤」行動的指令。雖然這時的議長僅是發言人，但議長在日後迅速轉變成為議會的主席及下院組織的主導者。
1399年10月6日約翰·夏安爵士被選為議長。當時的坎特伯雷大主教托馬斯·阿倫德爾被認為受約翰·夏安爵士議長對基督教批評感到威脅。在8日後，夏安爵士因病辭職，雖然他受到國王的喜愛及服務公職超過40年。
儘管下議院議長在每個會期開始進行選舉，至少有一名競選者是眾所皆知的，但在實際行使上，英國王室通常可以主導下議院議會的議員們選出他所想要的人，這種特權影響日後下議院議長中立的演變。雖然議長的豁免很快的被議會通過以追求並增加在下議院議會中扮演的角色，王室認為有必要且需要有一位具有權力的人同時領導下院與回應王室所提出的議程，而議長的職權是將議會與王室政府更有凝聚力與團結。
直到17世紀時，平民院的議員時常將議長視為是王室的代表。當國會體制逐漸演變時，議長的地位轉變為也比之前的議長與王室的關係更牽涉入國會的職責，而這個改變發生在1642年至1651年的英國內戰（或被稱為清教徒革命）時，這個轉變反應了1642年時的查理一世帶親衛隊進入議會逮捕並以叛國罪處死五位議員。查理一世詢問當時的議長威廉·倫索爾那五位議員的去向時，回答：「我尊敬的國王陛下，我無眼可看也無舌可言，下院引領著我，我是這的奴僕。（May it please your Majesty, I have neither eyes to see nor tongue to speak in this place but as the House is pleased to direct me, whose servant I am here.）」
17世紀晚英王威廉三世下的內閣發展影響並改變議長職權的本質。議長普遍與內閣部門及其它政府部門交流，如羅伯特哈利擔任議長也同時作為國務卿。亞瑟翁斯洛擔任議長期間開始減少與行政體係的關係，儘管職位仍有很大程度的政治性，在19世紀中葉，議長遂漸演變為今日的形式，議長不屬任何黨派並保持政治中立。正因如此，議長並非一定來自執政黨成員。
時至今日，已有超過150位人士擔任過英國下議院議長一職，他們的名字被以金箔刻於下議院圖書館內的C房間牆上。近代英國下議院議長的三個第一：貝蒂·布思羅伊德成為首位女性議長（1992年－2000年），2000年邁克爾·馬丁則成為英国宗教改革以来首位信仰羅馬天主教的議長，2009年，保守黨的約翰·伯考則是首位猶太裔議長。